# باشوت
باشوت: إحدى مراكز محافظة بلقرن، تقع في شمال غرب المحافظة على مسافة 20 كيلاً. يقطنها 8577 نسمة، من قبيلتي عليان وشمران